# 페르난데스칼코박쥐
페르난데스칼코박쥐(Lonchorhina fernandezi)는 주걱박쥐과(신세계잎코박쥐류)에 속하는 박쥐의 일종이다. 베네수엘라의 토착종이다. 서식지 감소로 멸종 위협을 받고 있다.